# Försterwiesenweiher
Der Försterwiesenweiher ist ein Teich auf dem Gebiet der hessischen Stadt Frankfurt am Main. Das Stillgewässer mit einer Wasserfläche von 6.300 m² liegt auf der Gemarkung des südmainischen Stadtteils Sachsenhausen im Frankfurter Stadtwald. Der Teich wurde im Jahr 1958 künstlich angelegt. Er nimmt einen Teil des Regenwassers auf, das von der 500 Meter südlich verlaufenden Trasse der Bundesautobahn 3 abfließt.

## Lage
Der Försterwiesenweiher liegt am Rand eines als Fauna-Flora-Habitat ausgewiesenen Gebiets im äußersten Südosten Sachsenhausens und dem Oberwald genannten östlichen Teil des Stadtwaldes. Das Gebiet gehört zum südlichen Abschnitt des Frankfurter Grüngürtels. Zusätzlich zum Regenwasser wird der Teich vom Wasser zweier Gräben gespeist (Bach vom Mörderbrunnen und der darein mündende Kesselbach), die aus nordöstlicher Richtung in ihn münden. Wenige Meter in südöstlicher Richtung benachbart liegt der in den späten 1960er-Jahren angelegte Teich Kesselbruchweiher.

## Geschichte
Der Name des Teichs nimmt Bezug auf die östlich angrenzende Försterwiese, ein Flurstück, auf dem der für diesen Teil des Forstes zuständige Förster im 18. Jahrhundert zur Aufbesserung seines Gehalts zwei Kühe halten durfte. Ebenfalls zu diesem Privileg gehörte die Berechtigung zum Heumachen. Die Wiese wird seit langer Zeit nicht mehr wirtschaftlich genutzt; an ihrem Rand stehen Reste eines Erlenbruchwaldes. Um den Försterwiesenweiher herum führt ein Spazierweg mit Bänken; eine Nutzung des Teichs zum Baden und für Wassersport ist nicht vorgesehen. Eine Informationstafel am Ufer erklärt die Geschichte des Gewässers und seiner Umgebung.

## Verkehrsanbindung
Der Försterwiesenweiher ist direkt nur zu Fuß und mit dem Fahrrad über unbefestigte Waldwege zu erreichen. Die nächstgelegene Haltestelle des öffentlichen Personennahverkehrs der Frankfurter Verkehrsgesellschaft VgF ist die etwa einen Kilometer südwestlich liegende Haltestelle Neu-Isenburg/Stadtgrenze der Linie 17 der Frankfurter Straßenbahn. Der nächstgelegene Parkplatz für den motorisierten Individualverkehr befindet sich nordöstlich in etwa 750 Metern Entfernung an der Grastränke, erreichbar über die Babenhäuser Landstraße. Am nördlichen Teichufer entlang führt ein Abschnitt des Naturpfades Weilruh; wenige Meter östlich vom Teich verläuft der Europäische Fernwanderweg E1.
Einen Kontrast zum Naturerlebnis des Teiches und seiner Umgebung stellt der Umstand dar, dass sich je nach Windrichtung eine Ein- beziehungsweise Abflugschneise des Flughafens Frankfurt Main in unmittelbarer Nähe zum Försterwiesenweiher befindet.
Der daraus resultierende Fluglärm kann als Beeinträchtigung empfunden werden.